# Joachim Schüling
Joachim Schüling (* 8. August 1957 in Bonn) ist ein deutscher Bibliothekar. Er leitete von 2002 bis 2021 die Universitätsbibliothek der TU Clausthal. Zugleich unterstand ihm das dortige Universitätsarchiv.

## Leben und Wirken
Joachim Schüling, ein Sohn des langjährigen Direktors der Universitätsbibliothek Gießen, Hermann Schüling, studierte Katholische Theologie, Chemie und Erziehungswissenschaft an der Universität Gießen. Nach dem Staatsexamen für den höheren Schuldienst 1982 promovierte er dort im Jahre 1991. Zunächst war er als wissenschaftlicher Angestellter an der Bibliothek des Fachbereichs Erziehungswissenschaft der Universität Gießen tätig. Als Bibliotheksreferendar an der Universitäts- und Stadtbibliothek Köln trat er 1987 in die Ausbildung für den höheren Bibliotheksdienst ein und legte 1989 an der Fachhochschule für Bibliotheks- und Dokumentationswesen in Köln die Fachprüfung hierfür ab. Zunächst war er seit 1989 als wissenschaftlicher Bibliothekar an der Tierärztlichen Hochschule Hannover tätig, der er zuletzt als stellvertretender Direktor vorstand. Im Jahre 2002 wechselte er an die Universitätsbibliothek der Technischen Universität Clausthal, die er bis Ende Februar 2021 als Nachfolger von Helmut Cyntha leitete (seit 2006 als Leitender Bibliotheksdirektor).

## Veröffentlichungen
- Studien zum Verhältnis von Logienquelle und Markusevangelium (= Forschung zur Bibel, Bd. 65). Echter, Würzburg 1991, ISBN 3-429-01368-2 (Dissertation Universität Gießen).
- Der Drucker Ludwig von Renchen und seine Offizin. Ein Beitrag zur Geschichte des Kölner Buchdrucks (= Buchwissenschaftliche Beiträge aus dem Deutschen Bucharchiv München, Bd. 41). Harrassowitz, Wiesbaden 1992, ISBN 3-447-03272-3.